# 公共工事前払金保証事業
公共工事前払金保証事業（こうきょうこうじまえばらいきんほしょうじぎょう）とは、国・地方公共団体・その他外郭団体（公団・事業団・独立行政法人等）などが公共工事を発注する際、請負者への工事代金の一部を前金払する場合、この前払金額を保証事業会社が発注機関に対して保証する事業をいう。「公共工事の前払金保証事業に関する法律」（昭和27年6月12日法律第184号）に基づき行われている。
一般には「前払金保証」と称されている。
また、保証事業会社は、公共工事の入札参加時に必要な入札保証、請負契約締結時に必要な履行保証も行っている。ただ、保証事業会社は、同法第19条により兼業が制限されているため、前払金の支出が予定されている工事について、履行保証を前払金保証の特約、入札保証をその履行保証の予約として位置付けて、履行保証と入札保証を実施している。

## 事業の意義
一般に公共工事が発注される場合、その代金は発注者が検収した後に全額支払われるのが原則であるが、その検収前に代金の一部を支払うことが多々ある。民間同士の契約でいう前払金と同義である（実際に「前払金」の語が用いられる）。
このような手法が行われるのは、建設業が典型的な受注産業かつ屋外移動産業で、労働集約的な産業であるため、資産背景に乏しく資金調達力に欠けているのに比して、公共工事の契約は多大な金額になるものが多く、着工資金も多額の資金が必要である。そのため、着工時に代金を支払わなければ、請負に要した資材購入費等の資金負担は請負者が全額負担することになり、小規模事業者にとっては特に負担が重い。その負担を軽減するために受注者の求めに応じ発注者が代金の一部を着工時に支払う制度が設けられており、請負契約の書面にも明文化されている（後述）。
しかし、発注者の立場からすれば、施工もされていないのに前払を行うにはリスク（代金受領後の行方不明や請負者の倒産など）を伴う。もし前払金の支出を行った請負契約が請負者の責により解除された場合、工事の出来高が前払金額未満であれば、発注者はその差額の損害をこうむることになり、そのままでは損害は原資を（間接的にではあるが）投じた納税者が負うことになる。とはいえ、発注機関としては受注者の責による税金の損害を（税金を用いずに）自ら負うのは困難であるため、その損害が発生した場合に損害を填補する制度として生まれたのが公共工事前払金保証事業である。

## 制度の概要
公共工事の前払金が支出される根拠としては、国においては会計法第22条及び予算決算及び会計令（いわゆる「予決令」）第57条、地方公共団体においては地方自治法第232条の5第2項の規定である。国及び地方公共団体に準ずるその他の団体は、それぞれの主管の組織に準じている。例えば東京都住宅供給公社は東京都の規則を援用している。
工事着手前に支払われる前払金の率は、通常は請負額の30％が基本となっているが、建設業の資金調達が厳しくなっていることを踏まえ、発注者の判断により10％の加算が行われ、40％以内の支出となっている発注者が多い。さらに契約約款によってはこれに付加して、一定の工事履行後に「中間前払金」を20％請求することもできる。これにより前払金支出額は請負額の最高60％まで可能となっている。
まず発注者が工事を発注し、請負者が落札する。この時に契約約款内に代金支払条項が入っており、「前金払」の支払条項があることが条件となる。支払条項は通常「前金払」「部分払」「完成払」が選択できるようになっており、標準では「前金払」条項が入っている。前金払の支払条項がなければ前払金は当然支出されない。
契約内に前金払条項が入っている場合に、請負者が発注者に対して「前金払」を請求すると、発注者は契約に基づき「前払金」を支出することになる。しかし、何の担保もなく前払金を支出することを発注者はしない。その時に前払金保証事業会社による（発注者・受注者以外の）第三者の保証＝「前払金保証」が必要になり、この前払金保証会社が発行する前払金保証証書を前払金請求書とともに発注者に請求することで、発注者は前金払を行うことができる。これは、各発注者で手続が決まっており、通常は契約規則や財務規則などで定められている。
保証事業会社に前払金保証を依頼する場合は、請負者が保証事業会社に保証を申し込む流れとなる。このため、保証契約の観点で見た場合、契約上の関係は「保証契約者＝請負者」「被保証者＝発注者」「保証人＝保証事業会社」となっている。これは、請負者が保証料という費用を払って発注者（契約上からすると第三者）のために保証契約を行う関係になっており、民法上の「第三者のための保証契約」（民法537条）と位置付けられる。

## 前払金保証の範囲
前払金保証は、単純に、発注者が前払いした金額を保証するものと考えがちであるが、実際は違う。
前払金保証の保証範囲は、前払金額を限度とした「発注者の既払額」である（公共工事の前払金保証事業に関する法律第2条第2項、前払金保証約款第1条）。発注者は工事施工中に、前払金だけでなく部分払を行っていることもある。この前払金と部分払を合わせたものが「既払額」となる。つまり、保証が付いていない部分払についても、前払金保証は保証範囲としているのである。この点については全く知られていないといってよい。例えば、
- 前払金40％に対し、契約解除時点での出来形が30％あれば、保証事業会社は損害である10％分を発注者に支払う
- 前払金40％＋部分払30％の場合、契約解除時点での出来形が60％あれば、保証事業会社は損害である10％分を発注者に支払う

つまり、前払金を超える出来高があっても、部分払の額によっては、保証事業会社は免責されない場合もある。
発注者は部分払いを行う際、業界の慣例に従って、「九分金払い」（くぶきんばらい：出来高の90％だけ支払うこと）を行う。一般的には「部分払=<出来高×（0.9－前払率）」で算出されることが多い。したがって、前払率が40％の場合、出来形80％以上にならなければ、保証事業会社は保証金支払リスクから完全に免責されないことになる。例えば、請負額1000万円で出来形80％の場合、前払金額400万円、部分払額も400万円（800万円×（0.9-0.4））で既払額は800万円となり、出来高と同額なので、保証金支払は免れる。この場合の出来形80％又は出来高800万円のことを免責点という。

## 前払金保証の機能
前払金保証は、以下の機能を有すると考えられている。
- 損害填補機能：請負者に不測の事態があっても発注者は損害から保護される
- 信用供与機能：請負者の資金調達を支援する
- 工事完成促進機能：保証事業会社の監督により請負者が前払金を適正に工事に投入することで、円滑な施工を図ることができる

## 前払金保証事業会社について
前払金保証事業会社は、戦後、各地域の地元建設企業及び複数の大手銀行等の出資によって設立された。
上述の#前払金保証の機能によって、保証事業会社は、戦前まで半封建的労務形態で遅れた産業の代名詞であった建設業の飛躍的な近代化に大きく貢献した。しかし、1990年代以後の財政改革がもたらした公共投資の縮小により、各保証事業会社の収益も減少の一途をたどっている。このため、保証事業会社の存続は前途多難であり、前払金保証事業も履行保証などと同様に損害保険会社や金融機関などにも認めるべきという意見がある。しかし、建設業には、工事の進捗状況や資金繰りの把握など建設業特有の事情により、信用状況を把握することが難しいことに加え、損害保険会社や金融機関には、前払金が工事に適正に投入されているかを確認するためのノウハウがないなどの課題も多い。また、損害保険会社や金融機関は履行保証や入札保証による建設業界への与信負担が重いため、建設業界への与信拡大に慎重姿勢であるとの指摘もある。このため、建設業界では、建設業への専門的知見が豊富な前払金保証事業会社は建設業専門の与信機関として重要であり、前払金保証事業だけでなく、損害保険会社が実施している役務的保証等、建設業向けの各種保証業務を実施してほしいとの意見が根強い。
「公共工事の前払金保証事業に関する法律」が施行された1952年（昭和27年）以降半世紀にわたり「西日本建設業保証」、「東日本建設業保証」、「北海道建設業信用保証」の3社体制であったが、2002年（平成14年）には愛知県内の建設業協会員やコンサルタント協会員が出資した「中日本建設業保証」と、愛知県内の電気工事企業やコンサルタント会社が出資した「日本公共事業保証」の2社の新規参入が認められた。いずれも当時愛知万博や中部国際空港などの建設ラッシュに沸いていた名古屋市を拠点としていたが、愛知万博後の建設投資は右肩下がりとなり、資本力に劣る後発2社は設立5～7年で撤退。現在は再び3社体制に戻っている。

## 前払金保証事業会社
前払金保証事業会社は次のとおり（登録番号順）
- 西日本建設業保証株式会社（登録番号第１号）　西日本建設業保証株式会社（外部リンク）
- 東日本建設業保証株式会社（登録番号第２号）　東日本建設業保証株式会社（外部リンク）
- 北海道建設業信用保証株式会社（登録番号第３号）　北海道建設業信用保証株式会社（外部リンク）
- 中日本建設業保証株式会社（登録番号第４号）2009年10月登録抹消
- 日本公共事業保証株式会社（登録番号第５号）2007年7月登録抹消

## 日本標準産業分類での扱い
公共工事前払金保証事業は、総務省政策統括官（統計制度担当）が所管している日本標準産業分類では、
- 大分類J－金融業、保険業
  - 中分類66－補助的金融業等
    - 小分類661－補助的金融業、金融附帯業
      - 細分類6619－その他の補助的金融業、金融附帯業

に分類されている。